# Huisorgel

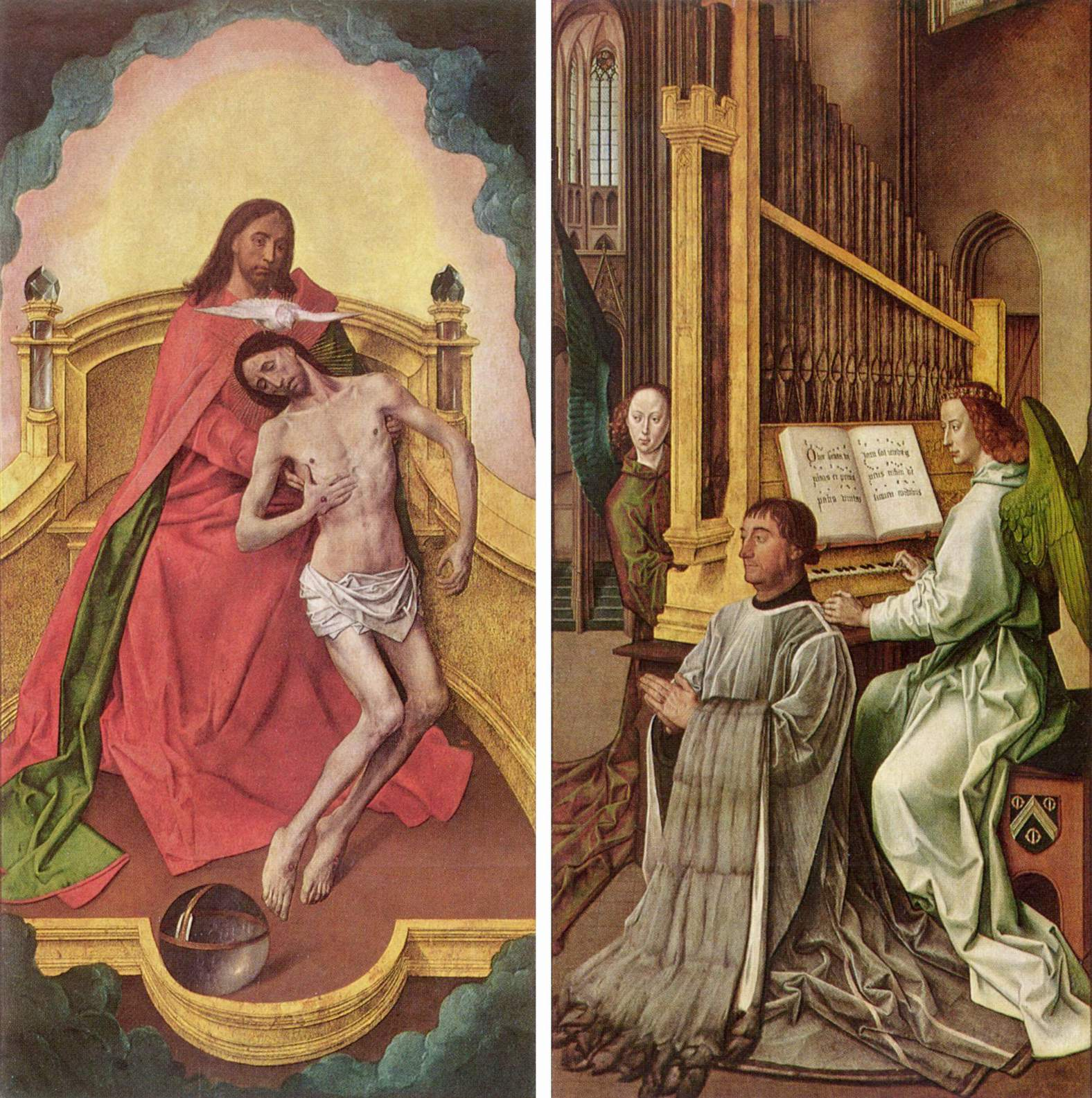
Engel spelend op een positief, Hugo van der Goes (15e eeuw)

Een huisorgel is een klein model van het grote pijporgel, dat als studie-instrument voor thuisgebruik werd gebruikt. Een zeer klein orgel wordt portatief genoemd; iets grotere modellen kistorgel, positief of kabinetorgel.

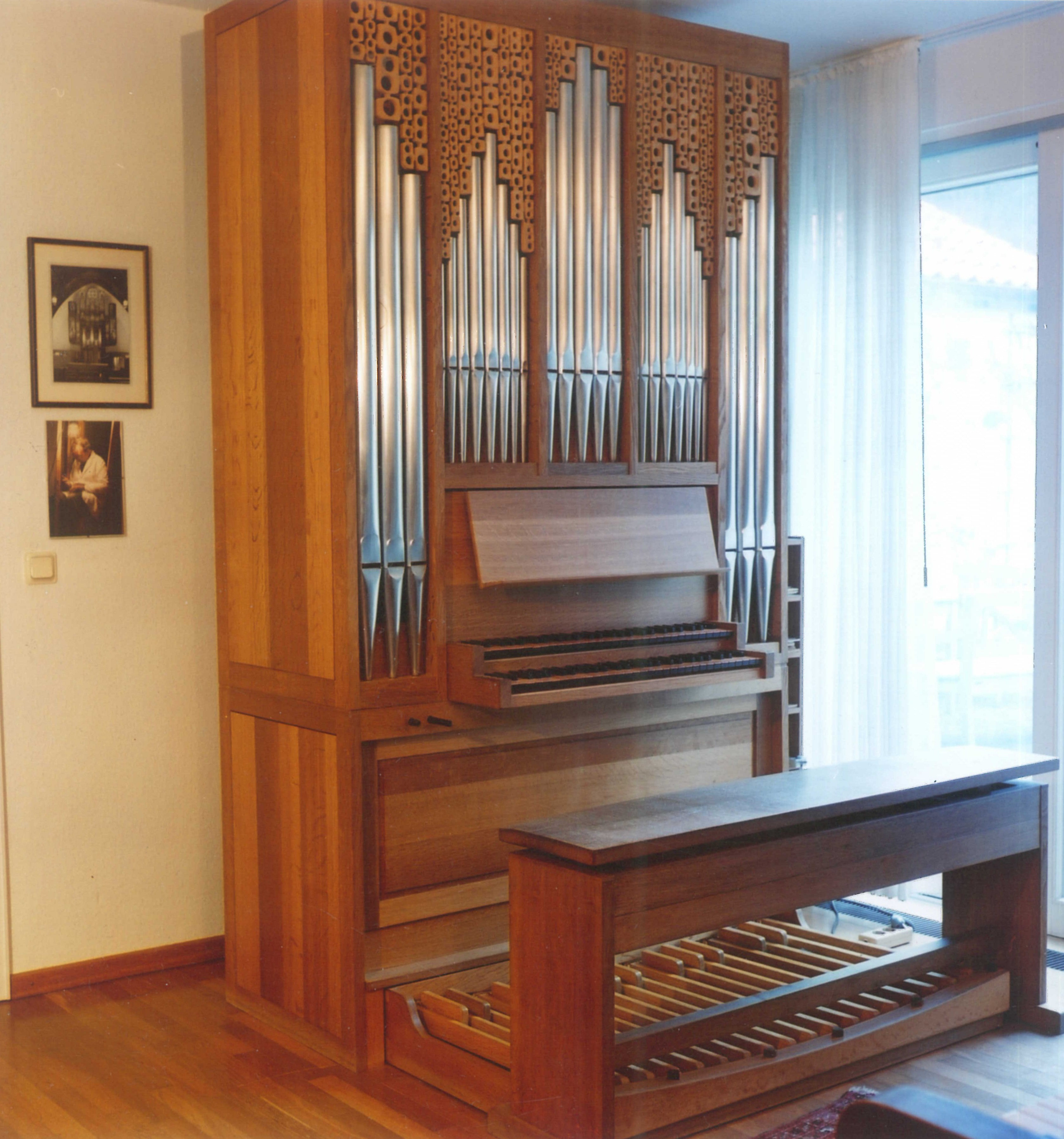
Huisorgel uit 2004 van de orgelbouwer Rudolf Janke

Omdat pijporgels voor huiskamergebruik nog steeds vaak te kostbaar en omvangrijk bleken, werd in de eerste helft van de 19e eeuw gezocht naar een goedkope en compacte vervanging. Die ontstond in de vorm van het harmonium. De moderne elektronica heeft de verdere ontwikkeling van studieorgels voor de huiskamer mogelijk gemaakt. Deze instrumenten zijn geen blaasinstrumenten meer, omdat de opwekking van de toon geheel langs elektronische weg geschiedt. Om het onderscheid met pijporgels duidelijk te maken, worden zij ook wel elektronicum genoemd.